# Васильев, Герасим Семёнович
Гера́сим Семёнович Васи́льев (род. 1949) — советский и российский актёр театра и кино, артист Саха академического театра имени П. А. Ойунского, заслуженный артист Российской Федерации (2007), народный артист Республики Саха (2003).

## Биография
Родился 30 августа 1949 года в 1-м Кулятском наслеге Вилюйского улуса Якутской АССР.
С 1974 года, после окончания якутской студии Высшего театрального училища имени М. С. Щепкина, работает артистом драмы в Саха академическом театре.
С 2012 года — главный режиссёр Театра Олонхо. Преподаёт в Арктическом государственном институте культуры и искусств (АГИКИ). Один из составителей книги «Тоҥ Саар Бухатыыр» из серии «Саха боотурдара».

## Творчество

### Театральные роли
- Чайында («Суоһалдьыйа Толбонноох» И. Алексеева)
- Киис Бэргэн («Утро Туймаады» И. Гоголева)
- Коршунов («Тихий Дон» по роману М. Шолохова)
- Мылгун («Желанный голубой берег мой» Ч. Айтматова)
- Махмуд («Пеший Махмуд» М. Карима)
- Пураама («Ханидуо и Халерхаа» С. Курилова)
- Николай Дорогунов («Николай Дорогунов — дитя человеческое» П. Ойунского)
- Шаман («Сновидение шамана» А. Кулаковского)
- Кент («Король Лир» У. Шекспира)
- Михаил Веселов («Весенняя пора» Амма Аччыгыйа)
- Купец Кривошапкин («Восхождение Первого»)
- Василий Никифорович («Прости отец, прости» В. Харысхала) и др.

#### Роли в кино
- «Сирдээх дьон», реж. С. Ермолаев
- «Сон шамана», реж. А. Романов
- «Манчаары Баһылай», реж. А. Гаврильева
- «Тайна Чингис Хаана», реж. А. Борисов
- «Разговор с неизвестным», реж. Пр. Бурцев
- «Волк», реж. Никола Ванье (Франция)
- «Территория» (по роману Олега Куваева)
- "Злой город", Субедей-багатур, реж. К. Буслов

#### Режиссёрские работы

##### в Театре Олонхо
- «Тоҥ Саар бухатыыр»
- «Эллэй Боотур» Алтан Сарына
- «Сон Шамана» А. Кулаковского

##### в Саха академическом театре
- «Ханидо и Халерха»
- Олонхо «Кыыс Дэбилийэ»
- «Чыҥыс Хаан ыйааҕынан» (По велению Чингисхана)
- «Туйаарыма Куо»

## Признание и награды
- Лауреат Государственной премии СССР (1986) — за спектакль «Желанный голубой берег мой» по Ч. Айтматову
- Орден «Знак Почёта» (1986)
- Заслуженный артист Республики Саха (1993)
- Народный артист Республики Саха (2003)
- Заслуженный артист Российской Федерации (2007)
- Почётный гражданин Вилюйского улуса
- Почётный гражданин 1-го Кулятского наслега